# Freedom Force vs. the Third Reich
Freedom Force vs. the Third Reich – taktyczna gra akcji wyprodukowana przez Irrational Games i wydana przez Digital Jesters. Produkcja została wydana 10 marca 2005 roku na komputery z systemem Microsoft Windows. Jest to kontynuacja gry Freedom Force.
Akcja toczy się w latach sześćdziesiątych XX wieku. Gracz kieruje oddziałem super bohaterów, którzy toczą walkę ze złem. Każdy z nich obdarzony jest nadprzyrodzoną mocą. Początkowo muszą pokonać demonicznego reprezentanta Związku Radzieckiego o pseudonimie Nuclear Winter oraz jego przyjaciół. Następnie zmierzyć się muszą z nazistą Blitzkriegiem, chcącym odtworzyć III Rzeszę.